# Dyspessa foeda
Dyspessa foeda is een vlinder uit de familie houtboorders (Cossidae). De wetenschappelijke naam is voor het eerst geldig gepubliceerd in 1899 door Swinhoe.
De soort komt voor in Europa.